# Akkivalli, Hangal
Akkivalli là một làng thuộc tehsil Hangal, huyện Haveri, bang Karnataka, Ấn Độ.